# La Habana del Este
La Habana del Este est la plus étendue des quinze municipalités de la ville de La Havane à Cuba. Sa superficie s'étend sur 145 km2 pour une population de 178 041 habitants en 2004.

## Géographie

### Plages
L'ensemble des plages appelée Plages de l'Est (espagnol : Playas del Este) s'étendent sur environ 24 kilomètres tout au long de la côte nord de la région de La Havane. Les noms de ces plages, d'ouest en est, sont: Tarará; El Mégano; Bacuranao ; Santa María del Mar; Boca Ciega; Guanabo; La Veneciana et Brisas del Mar. Les Plages de l'Est sont des zones touristiques populaires.